# Kleinbaumgarten
Kleinbaumgarten é um unidade administrativa da município Gaubitsch localizado no distrito de Mistelbach, no estado de Baixa Áustria.
O lugar tem 321 habitantes.